# Inga vestita
Inga vestita är en ärtväxtart som beskrevs av George Bentham. Inga vestita ingår i släktet Inga och familjen ärtväxter. Inga underarter finns listade i Catalogue of Life.